# ماروم (فروردرادیل)
ماراوم (به هلندی: Marrum) یک منطقهٔ مسکونی در هلند است که در فروردرادیل واقع شده‌است. ماراوم ۱٬۴۶۲ نفر جمعیت دارد.